# USS Smith Briggs

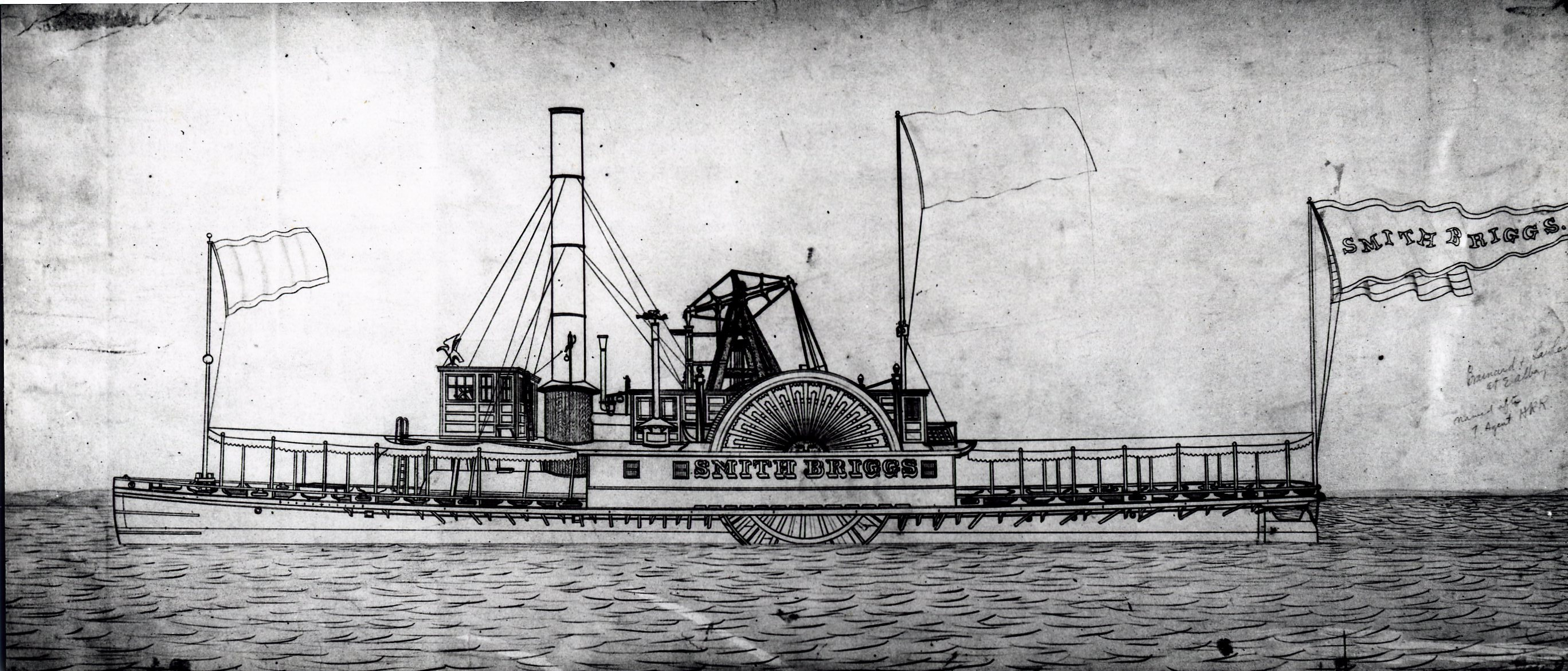
Ескіз канонерського човна «Сміт Брігс»

USS Smith Briggs («Сміт Бріґґс») — канонерський човен армії Союзу, знищеним під час Громадянської війни у США.

## Будівництво та переоснащення на військовий корабель
«Сміт Бріггс» початково використовувався як буксир на Гудзоні. Він побудований в Іст-Олбані, штат Нью-Йорк, для Семюеля Шуйлера, власника «компанії парових буксирів Шуйлера». Названий на честь агента залізничної компанії «Залізниця річки Гудзон». Судно було закладене у січні 1862 року, а 3 травня 1862 року було спущене на воду. Його вартість склала 20 000 доларів. Перший рейс відбувся 27 вересня 1862 року. Колісний пароплав отримав парову машину Магінніса та мав осадку 4 фути.
Приватний корабель був узятий в оренду урядом США за 200 доларів на день і перероблений на канонерський човен на військово-морській верфі у Портсмуті, штат Вірджинія, у березні 1863 року. Корабель захистили броньованими плитами та оснастили двома нарізними гарматами: 32-фунтовою та 42 фунтовою.

## Історія служби
Навесні 1863 року «Сміт Бріггс» брав участь в облозі Саффолка, а 5 червня 1863 року він брав участь у експедиції разом з іншими канонерськими човнами «Commodore Morris», «Commodore Jones» та транспортом «Віннісісмет», яка піднялася річкою Маттапоні для атаки на завод Конфедерації з виробицтва боєприпасів у місті Волкертон.
23 червня 1863 року «Сміт Бріггс» та інші канонерки — включаючи «Комодора Морріса», «Комодора Барні», «Йесуп», «Морс» та «Вестерн Ворлд» сформували флотилію супроводу для підтримки сил Союзу при висадці на плантацію «Білий дім», яка розташовувалася вздовж річки Памункі у штаті Вірджинія.
Він також здійснював патрулювання на річках Йорк, Раппаханок, Нансемонд та Джеймс.

### Битва при Смітфілді
«Сміт Бріггс» взяв важливу участь у битві за Смітфілд 1864 року. Під тиском військ Конфедерації солдати 99-го Нью-Йоркського піхотного полку сподівалися на евакуацію кораблями нью-йоркської піхоти та чекали, коли корабель пройде Паган-рівер. Діставшись до позицій військ, що очікували евакуації, канонерський човен отримав пряме влучання у котел машини, через що сів на мілину. В результаті солдатів Союзу взяли в полон.
До 15:00 1 лютого 1864 року битва закінчилася. Солдати Конфедерації та цивільні жителі піднялися на борт корабля, аби забрати речі на пам'ять та припаси, такі як кава та чай. Золоту фігуру орла також зняли з рубки корабля. Після закінчення грабежу солдати підпалили канонерський човен. Коли полум'я дісталося двох тонн чорного пороху на борту, корабель розірвало на шматки.
Рештки канонерки залишалися у Паган-ріверз, поки їх не утилізувала компанія Maltby & Brown через кілька років. Власник судна після його знищення отримав 45000 доларів США як реституцію.